# Joseph Esterházy de Galántha

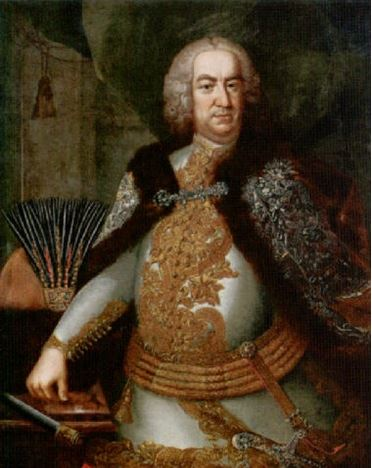
Joseph Graf Esterházy

Joseph Graf Esterházy de Galántha (* 19. Juni 1682 in Pápa, Königreich Ungarn; † 10. Mai 1748 in Preßburg) war Banus von Kroatien und danach Judex curiae regiae (Oberster Richter; ung. országbíró) im Königreich Ungarn.

## Leben

### Herkunft
Joseph Esterházy war der Sohn des Obergespans Franz Esterházy (1641–1683) und dessen Ehefrau Katalin Thököly (1655–1701), die älteste Tochter des Großgrundbesitzers Stephan II. Thököly. Joseph hatte noch fünf Geschwister (drei Schwestern und zwei Brüder), die das Erwachsenenalter erreichten. Sein älterer Bruder Anton (ung. Antal) Esterházy (1676–1722) war Kurutzengeneral und kämpfte an der Seite Franz II. Rákóczis  (ungarische Freiheitskriege) gegen die Herrschaft der Habsburger in Ungarn.

### Ausbildung und weiterer Lebensweg
Joseph Esterházy war für den Priesterberuf vorgesehen und wurde von Jesuiten in Ödenburg und Raab erzogen. Danach besuchte er die Universität von Tyrnau um später an das Collegium Germanium et Hungaricum in Rom zu wechseln, wo er sein Theologiestudium beendete. Im Jahre 1700 wurde er an der Wiener Universität zum Dr. Phil. promoviert.
Im Jahre 1705 gab er den Priesterberuf auf und schlug eine Militärlaufbahn ein. Auch während des Rákóczi-Aufstandes blieb er dem Kaiserhaus treu und kämpfte auch gegen seinen Bruder Anton, der bei Rakóczi höhere militärische Ehren erreichte. Zwischen 1716 und 1718 nahm Joseph an den Österreichisch-türkischen Krieg teil und zeichnete sich in verschiedenen Schlachten als tapferer Soldat aus. Auch am Österreichischen Erbfolgekrieg nahm er an der Seite der kaiserlichen Truppen mit großen Erfolg teil.
Anhand seiner militärischen Erfolge stieg er auch im Staatsdienst rasch die Rangleiter nach oben und bekleidete verschiedene hohe militärische aber auch zivile Würden.  Bereits 1708 wurde er zum Kaiserlichen Rat ernannt. 1711 wurde er Obergespan des Komitats Komorn. 1721 Generalfeldwachtmeister. Am 13. August 1733 wurde er zum Banus von Kroatien, Dalmatien und Slawonien ernannt. 1741 erhielt er den Titel eines Feldmarschall und in der gleichen Zeit erhielt er auch die Würde eines Judex curiae, worauf er das Amt des Banus von Kroatien, Dalmatien und Slawonien am 25. Juni 1741 niederlegte.
1712 nahm Joseph an der Krönung Kaiser Karl VI. (ungarisch als III. Károly) zum Apostolischen König von Ungarn und Kroatien teil. Im selben Jahr begann er mit dem Bau von Schloss Cseklész.
Im Jahre 1743 begleitete er die Kaiserin Maria Theresia nach Prag zur Krönung zur Königin von Böhmen.
Für seine Dienste erhielt er vom Kaiserhaus zahlreiche Ländereien, so auch die Herrschaft Pápa (1720).

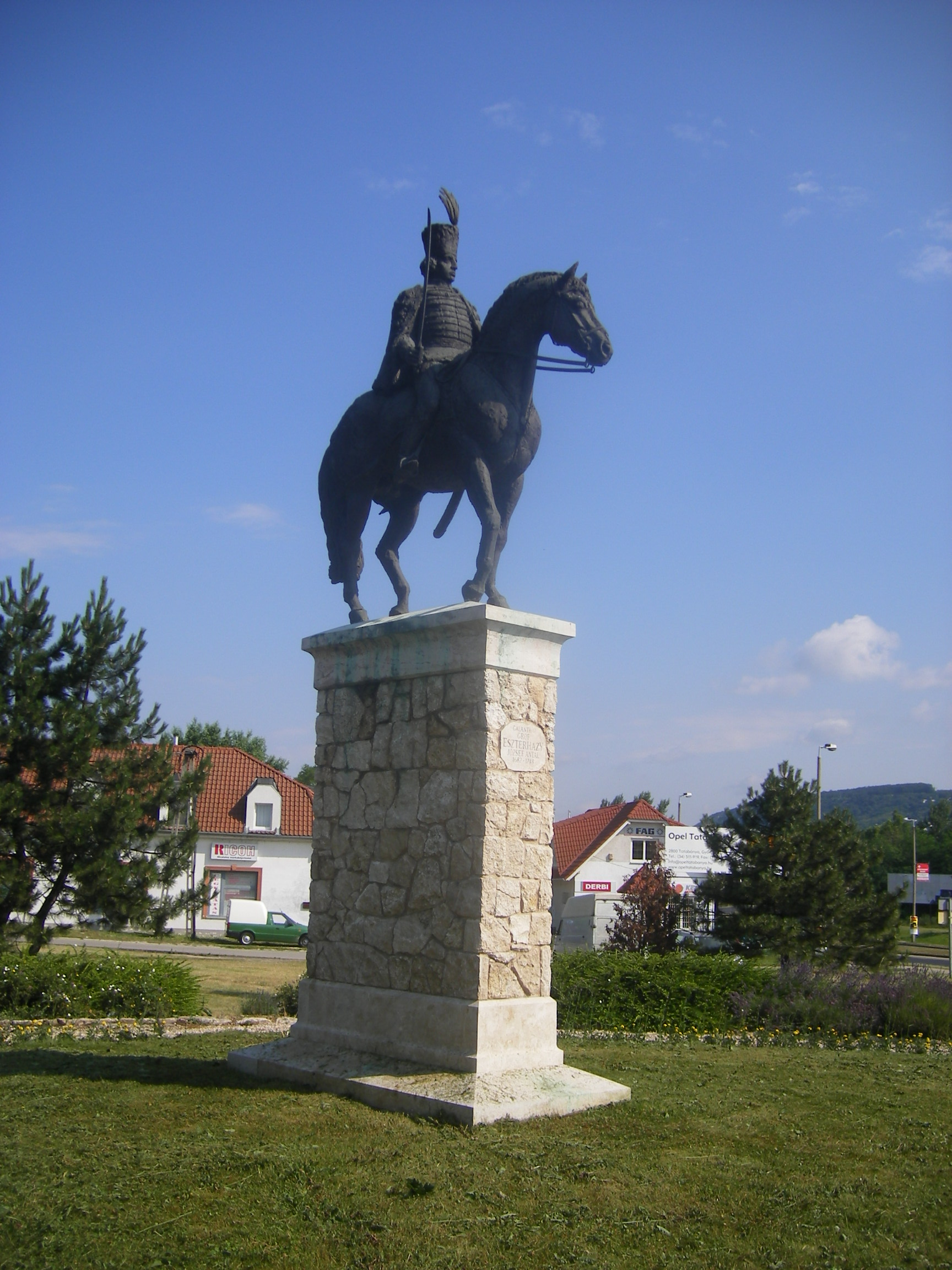
Reiterstatue von Joseph Esterházy in Bánhida (dt. Weinhild), seit 1947 gehört es zu Tatabánya

Joseph Esterházy war – als ehemaliger Priester – überzeugter Katholik. In Tata (dt. Totis) ließ er das Kloster und die Kirche der Kapuziner erbauen und die örtliche Pfarrkirche renovieren. Er ließ zudem verschiedene andere Kirchen und Kapellen, die durch die 150-jährige Herrschaft der Türken in Transdanubien in Mitleidenschaft gezogen wurden, renovieren. Für die Wiederherstellung der unter Ludwig dem Großen in Aachen erbauten Kapelle stiftete er einen großen Betrag. Den Protestanten gegenüber war er inkonziliant, er ließ einige ihrer Kirchen schließen oder abreißen.
Joseph Esterházy starb 1748 in Preßburg und wurde in Eisenstadt beigesetzt.

### Familie
Joseph Esterházy war zweimal verheiratet. Seine erste Gemahlin war Maria Franziska Gräfin von Egkh und Hungerspach (* 1681; † 1739). Aus dieser Ehe gingen drei Kinder hervor:
- Maria Jozefa (* 17. November 1712; † 1712), sie starb kurz nach der Geburt.
- Joseph (* 20. September 1714; † 13. August 1762), er nahm zusammen mit seinem Vater an dem Feldzug in Italien teil. Er machte eine bedeutende militärische Karriere, war Regimentsinhaber und Feldmarschallleutnant. 1756 war er Vizekommandant der Stadt Wien. Seine Frau war die Gräfin Antonia Pálffy (* 1724; † 1799). Das Ehepaar hinterließ keine Nachkommenschaft.
- János Károly (* 22. Dezember 1718; † 1720), er starb im Kindesalter.

Seine zweite Gemahlin wurde 1740 die Gräfin Maria Antonia Sauer von Augstein (* 1715; † 1782), diese Ehe blieb jedoch kinderlos.

### Neubesiedlung des Komitats Komorn
Während der Zeit der Türkenherrschaft waren weite Landstriche Ungarns entvölkert. Im Februar 1733 erließ Joseph Esterházy einen Erlass, wonach das Gebiet des Komitats durch deutsche katholische Siedler, die aus dem Heiligen Römischen Reich einwanderten, neu besiedelt werden sollte. Und so kamen zwischen 1733 und 1750 zahlreiche Deutsche in das Land, die gewisse Privilegien genossen. Von den Esterhazys wurde ihnen Grund und Boden kostenlos zur Verfügung gestellt. Vor allem Tata, sowie in Felsőgalla (dt. Obergalla) und Alsógalla (dt. Untergalla) wurden neu besiedelt. Gemäß der Matrikel des katholischen Pfarramtes von Tata wanderten in dieser Zeit etwa 60 deutsche Familien ein, die sich in dieser Gegend niederließen. Die Nachkommen dieser Familien wurden größtenteils zwischen 1946 und 1948 aus Ungarn wieder gewaltsam vertrieben.